# 土佐鍬形海螄螺
土佐鍬形海螄螺（学名：Epitonium profundum）为海螄螺科海螄螺屬下的一个种。